# 氟磺酸铵
氟磺酸铵是一种无机化合物，化学式NH4SO3F。它可由氟化铵与三氧化硫反应制得：
{\displaystyle {\ce {NH4F + SO3 -> NH4SO3F}}}
氟磺酸铵晶体呈正交晶系，空间群Pnma（No. 62），晶格参数a = 8.972 Å、b = 5.996 Å、c = 7.542 Å、Z = 4。晶体中氟磺酸根的S–O键长为1.45 Å，S–F键长则为1.55 Å，O–S–O与F–S–O键角分别为113°与106°。